# 甘蔗

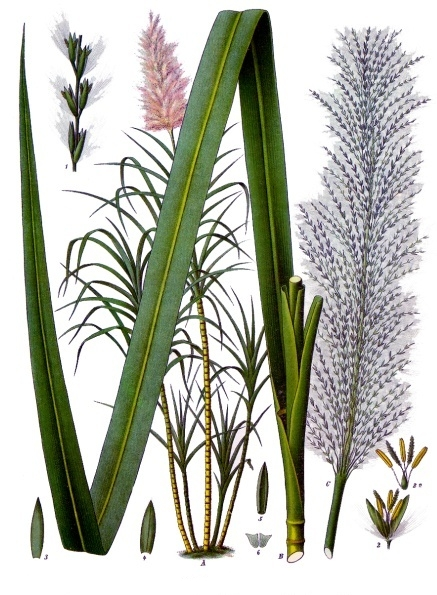
秀貴甘蔗

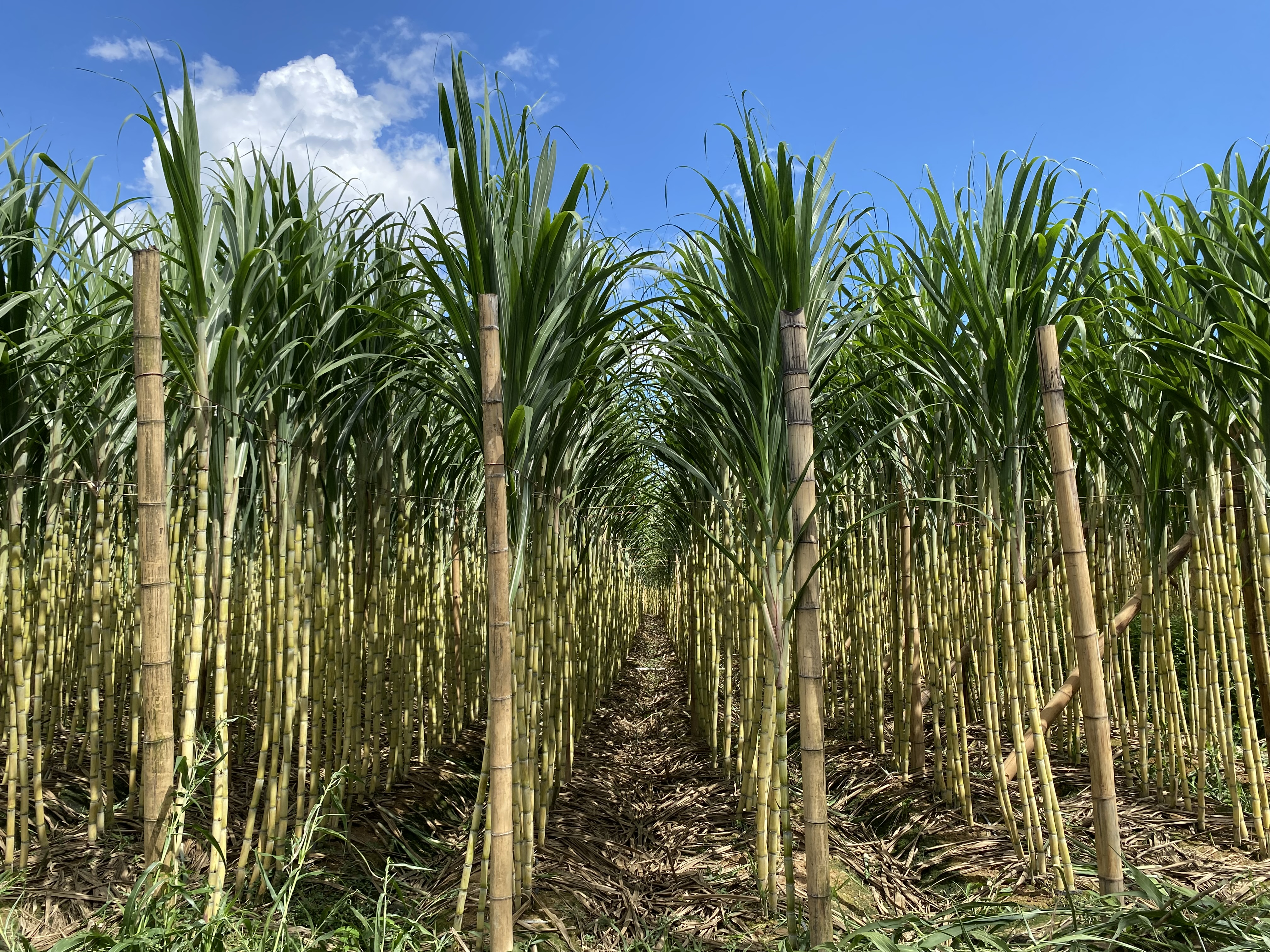
云南省双江县种植的甘蔗

甘蔗，又稱蔗，是禾本科的單子葉植物，為甘蔗屬植物的總稱。甘蔗是無論溫帶、亞熱帶及熱帶都適合種植的農作物，是製造蔗糖的原料，且可提煉乙醇作為生質能源，也被用於牲畜飼料。全世界有一百多個國家出產甘蔗，最大的甘蔗生產國是巴西、印度、中國、古巴和泰国。在禾本科當中，有許多都是重要的經濟作物，包括玉米、小麥、水稻、豆類、燕麥、高粱、以及許多飼料作物。
甘蔗是世界產量最大的農作物之一，年產量約為18.8億噸，巴西產量佔世界的40％。2012年根據聯合國糧食及農業組織統計，90多個國家和地區約2600萬公頃（6400萬英畝）的土地用於種植甘蔗。全球生產的蔗糖約70％來自一種甘蔗屬植物秀貴甘蔗（Saccharum officinarum）的甘蔗及其雜交種。所有的甘蔗品種都可以雜交。甘蔗佔全球糖類產量的79％；其餘產量產於甜菜。甘蔗主要生長在熱帶和亞熱帶地區，甜菜通常生長在較冷的溫帶地區。

## 特徵
是一種來自熱帶東南亞的多年生植物；莖稈實心叢生直立，在基部形成側枝以產生多個莖，表面有蠟粉且具明顯的節，通常高約3至4米（10至13英尺），直徑約5釐米（2英吋），當莖長成成熟時莖部會佔整個甘蔗個體的75%；葉互生狹長，葉長90-120厘米，葉緣具細鋸齒；圓錐花序，生於莖頂，花極細小；穎果披針形，極細小易飛散。
成熟的秸稈通常由11-16％的纖維，12-16％的可溶性糖類，2-3％的非糖類和63-73％的水組成。甘蔗對是環境非常敏感的農作物，它的生長條件受控於氣候、土壤類型、灌蓋方式，並易受害蟲與疾病危害。甘蔗每年平均產量為60-70噸/公頃（24-28長噸/英畝；27-31短噸/英畝），產量會依具體取決於在甘蔗種植中使用的知識和作物管理方法而有不同的產量估計，至少約30噸至180噸之間。

## 傳播歷史
甘蔗是熱帶植物品種，最先出現在雨水充足的赤道地區，原产地可能是位於大洋洲的新幾內亞（新幾内亚野生蔗），巴布亞人可能在8000年前已開始種植甘蔗，不過巴布亞人最初可能只是吃在甘蔗頂部的草葉，甘蔗的主莖則拿來建屋、築筏等用途，因為剛剛截斷的甘蔗插入土壤中可再生根，巴布亞人可能由此發現甘蔗可以這樣人工繁殖，並由巴布亞人引種到玻里尼西亞、南洋諸島，並遠至馬達加斯加，約於公元前1200年傳入中國及印度。亚历山大大帝东征印度时，部下一位将领曾说印度出产一种不需蜜蜂就能产生蜜糖的草。公元6世纪伊朗萨珊王朝国王霍斯劳一世（Khosrau I Anushirvan）将甘蔗引入伊朗种植。8到10世纪甘蔗的种植遍及伊拉克、埃及、西西里、伊比利亚半岛等地。后来葡萄牙和西班牙殖民者又把甘蔗带到了美洲並在南美洲大量種植。甘蔗大约在周朝周宣王时传入中国南方，先秦时代的“柘”就是甘蔗，到了汉代才出现“蔗”字，“柘”和“蔗”的读音可能来自梵文sakara。10到13世纪（宋代），江南各省普遍种植甘蔗；中南半岛和南洋各地如真腊、占城、三佛齐、苏吉丹也普遍种甘蔗制糖。
在中国流行的另一说法稱甘蔗起源于中国，中国华南、西南南部一带可能是甘蔗的原产地之一。其主要论据是：
1. 于公元前4世纪末，中国语系中早有“柘”或“薯柘”一词，后来“柘”字衍作“蔗”。
2. 甘蔗的命名，纯粹是按中国驯化植物的习惯来命名的，没有加上引进植物的“胡”、“番”、“洋”和外来地名，也不译音。
3. 甘蔗的近缘植物在中国分布很广，类型也相当多，甘蔗亚族中9个属植物都有。主要的甘蔗属割手密，北自秦岭  ，南至海南岛都有分布。尤其是华南、西南南部一带分布最多。
4. 澳大利亚的科学工作者分析了甘蔗的异构酶和黄酮类化合物，判断甘蔗物种间亲缘关系，准确的追溯到甘蔗的祖先是甘蔗属的割手密（學名： Saccharum Spontaneum）和芒属的五节芒（學名： Miscanthus Flordulus）中国南部、西南部，是世界上甘蔗野生种割手密和五节芒的一个重要分布中心。

由此推论，中国华南、西南南部一带为甘蔗的原产地之一，至少目前甘蔗属的中国种（竹蔗）（S.Sinense）等等，可以肯定是起源于中国。

## 主要用途
- 直接食用或榨甘蔗汁飲用

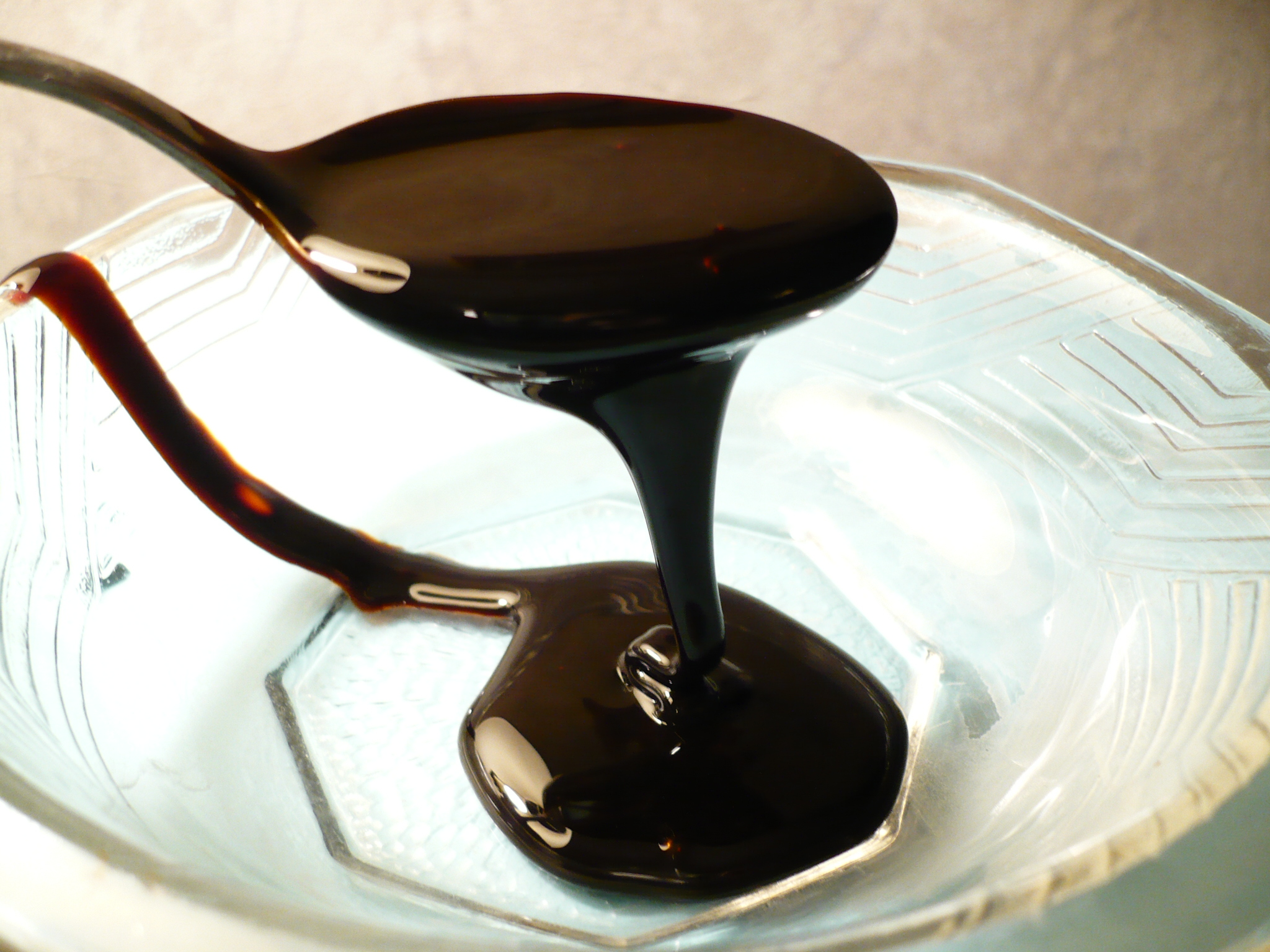
甘蔗蜜糖

- 甘蔗蜜糖製糖，過程中產生的副產品糖蜜可釀酒、製造酒精及其他食品化學工業之用
- 煙熏食物（甘蔗雞、鴨賞）

## 各地的甘蔗農業

### 臺灣
在日治時代到光復初期，甘蔗為臺灣最重要的經濟作物之一。臺灣一年四季皆適合甘蔗生長，惟7-9月間常有颱風來襲，對甘蔗生長有不良影響。依據陳正祥氏的說法，臺灣最適合種植甘蔗的地區為雲林縣虎尾鎮到屏東縣的平原，因本區地形平坦，氣候良好。臺灣常見的經濟作物甘蔗有兩種：

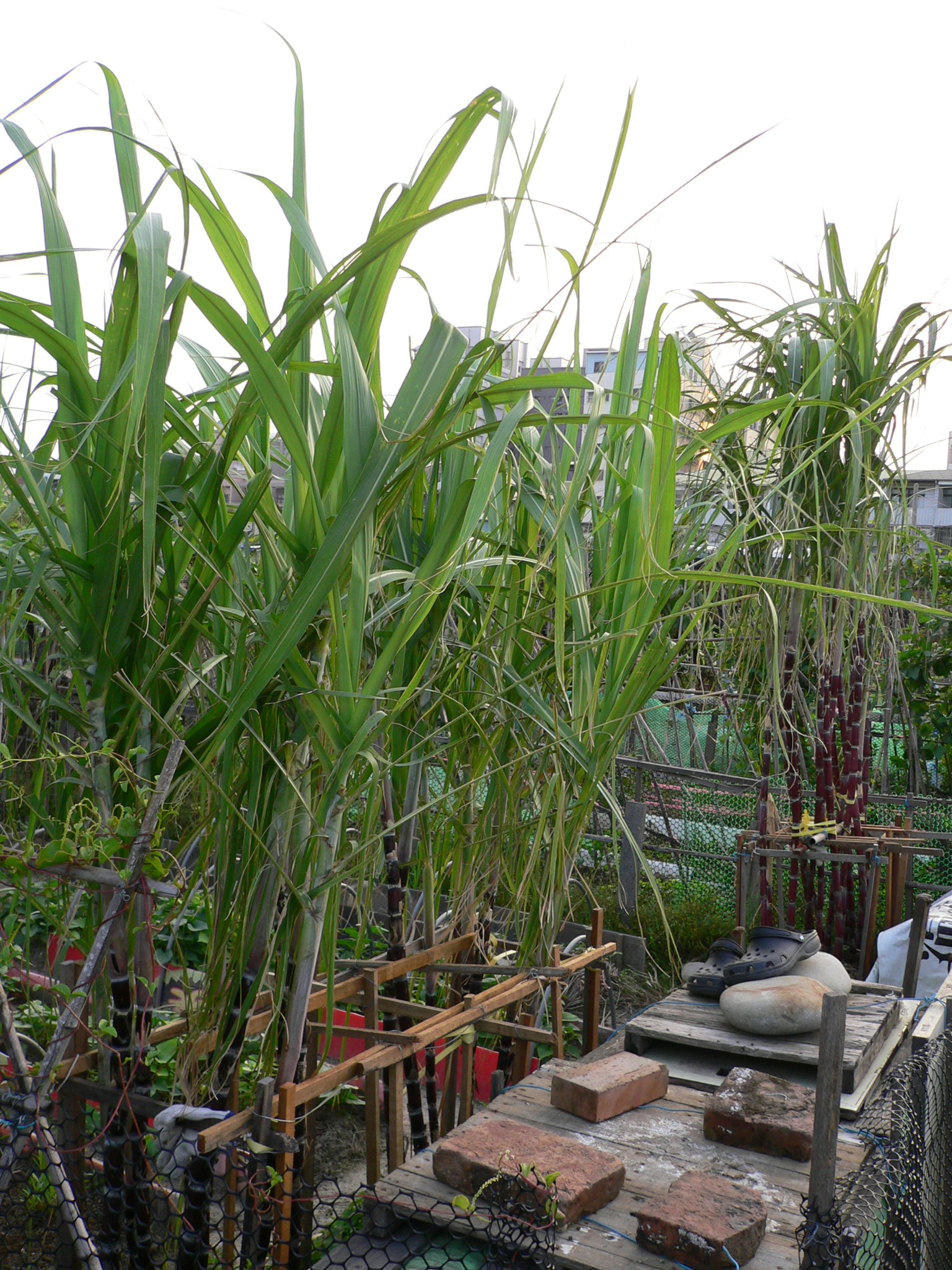
竹蔗

- 竹蔗竹蔗：即中文傳統上的甘蔗，俗稱「白甘蔗」[7] ，外皮綠色，質地粗硬，不適合生吃，產量多，含糖量高。

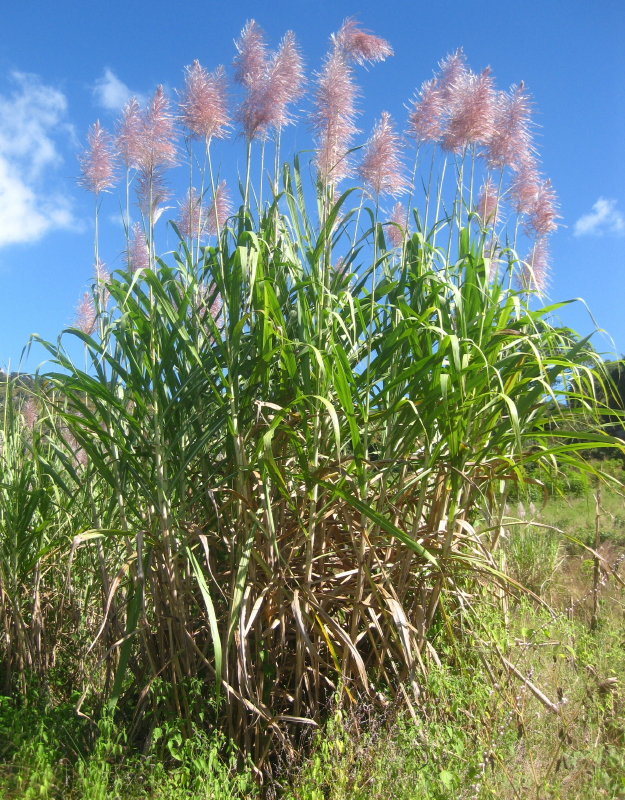
秀貴甘蔗

- 秀貴甘蔗秀貴甘蔗（ ）：俗稱「紅甘蔗」[8]，皮墨紅色，莖肉富纖維質多汁液，清甜嫩脆，食而不膩。

另外還有：
- 新幾內亞野生種甘蔗：特徵為葉片亦為紫色，因糖分低，多不用來製糖，亦不食用。先民以其抗病力強，遂以訛傳訛的成為中藥材。在臺灣品種日漸退化，莖細長，反而不太像甘蔗，甚至於被誤認為茅草 。
- 印度蔗（Saccharum barberi）
- 野生甘蔗（Saccharum spontaneum）

### 香港
甘蔗曾經是香港農業的主要農作物之一，香港位於亞熱帶，夏季炎熱多雨，冬季也不會冷至降雪，有部分甘蔗品種適合在香港生長，而且夏季和冬季的溫差可使種植出來的甘蔗更為甘甜。香港在殖民地時期開始大量種植甘蔗，黃竹坑曾經有香港島的甘蔗田，而最盛產甘蔗的是位於新界的西貢半島北部、上水及打鼓嶺一帶，早年的香港有大量甘蔗田，製糖也成為香港早期的主要食品工業產品，收成的蔗身可用來榨汁及煉糖，剩下的蔗葉可供給牧場作為草食動物的飼料，但隨著經濟轉型，工資及地價上漲，在甘蔗田的勞務又是艱辛的工作，年青人不願入行，農業走向沒落，餘下的農田也多改種其他更具價值的作物，故此現在只剩下小量甘蔗田小規模種植甘蔗。

## 甘蔗的中藥價值
《本草綱目》記載甘蔗能夠止咳化痰、利尿、養顏美容。主治：
1. 发热口干、小便赤涩。取甘蔗去皮，嚼汁咽下。饮浆亦可。
2. 反胃吐食。用甘蔗汁七升、生姜汁一升，和匀，每日细细饮服。
3. 干呕不息。有蔗汁温服半升，每日三次。加姜汁更好。
4. 虚热咳嗽，口干涕唾。用甘蔗汁一程式半、青粱米四合，煮粥吃。
5. 每日二次。极润心肺。

## 圖集

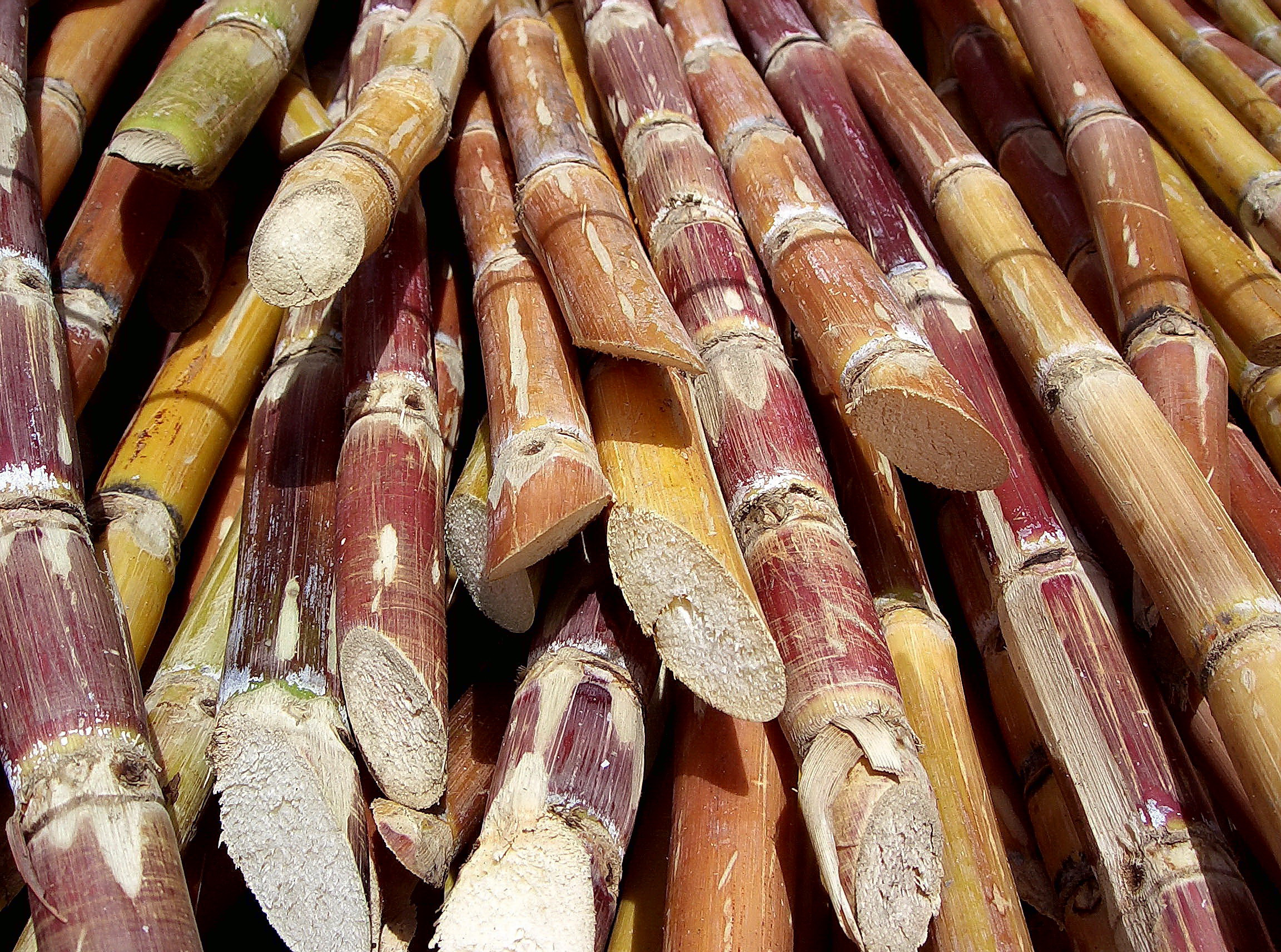
甘蔗切片
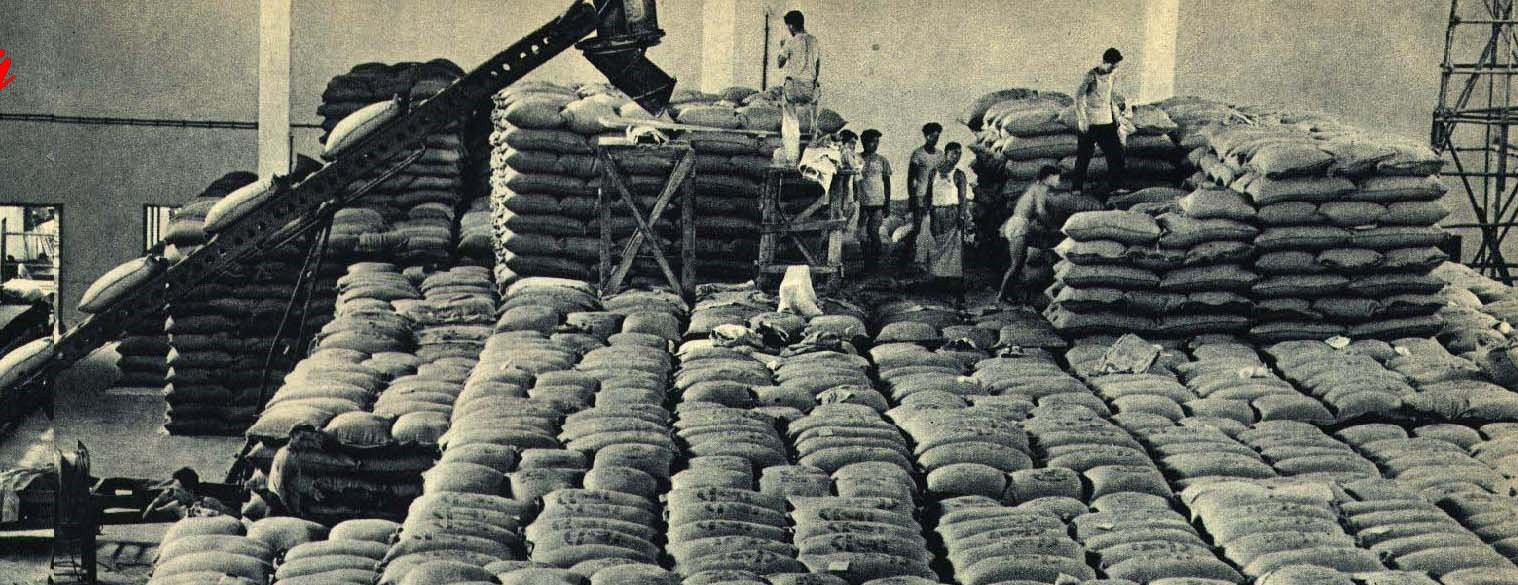
1962年的一家甘蔗製糖廠

## 延伸阅读
[在维基数据编辑]
 《欽定古今圖書集成·博物彙編·草木典·甘蔗部》，出自陈梦雷《古今圖書集成》

## 外部連結
- 季羡林：〈清代的甘蔗种植和制糖术 （页面存档备份，存于）〉。
- 甘蔗 Ganzhe （页面存档备份，存于） 藥用植物圖像資料庫 (香港浸會大學中醫藥學院) （繁體中文）（英文）